# Между рая и ада
„Между рая и ада“ е българска телевизионна новела (комедия) от 2003 година по сценарий и режисура на Рашко Узунов. Оператор е Мартин Димитров. Музикален оформител – Олга Сагаева, художник – Борис Нешев.

## Актьорски състав
| Изпълнител            | Роля                              |
| --------------------- | --------------------------------- |
| Васил Василев – Зуека | Ванчо „Мухъла“, съпругът на Мария |
| Пламена Гетова        | майката игуменка                  |
| Стефка Янорова        | Мария, съпругата на Ванчо Мухъла  |
| Вълчо Камарашев       | кметът                            |
| Георги Новаков        | игуменът                          |
| Димитър Георгиев      |                                   |
| Жанет Иванова         |                                   |
| Маргарита Карамитева  | сестра Райна                      |
| Диана Герова          |                                   |
| Люба Алексиева        | сестра                            |
| Диана Василева        |                                   |
| Ани Петрова           |                                   |
| Силвия Карчева        |                                   |
| Нели Щерева           |                                   |